# Sid Simmons
James „Sid“ Simmons (* 27. November 1946 in Philadelphia; † 5. November 2010 ebenda) war ein US-amerikanischer Jazzpianist und Komponist, der durch seine Zusammenarbeit mit Grover Washington, Jr. bekannt wurde.

## Leben und Wirken
Simmons war insgesamt 40 Jahre festes Mitglied der Jazzszene von Philadelphia und trat regelmäßig in bekannten Veranstaltungsorten der Stadt auf, wie im TnT Monroe’s, Ortlieb’s, Zanzibar Blue und im Chris’s Café. Anfang der 1970er Jahre spielte er bei Byard Lancaster (Live at Macalesta College, 1971) und in der Formation The Visitors, die von den Brüdern Earl und Carl Grubbs geleitet wurde; danach gehörte er der Band Locksmith an, in der Musiker aus Philadelphia wie Tyrone Brown, John Blake, Leonard „Doc“ Gibbs and Millard „Pete“ Vinson spielten und Grover Washington, Jr. bei Live-Konzerten und Plattenaufnahmen begleiteten (Live at the Bijou). Simmons komponierte gelegentlich auch für Washington, wie 1978 „Maracas Beach“. The Visitors spielte daneben auch einige eigene Platten ein, die jedoch wenig Beachtung fanden.
Er trat auch mit Bootsie Barnes auf, für den er als musikalischer Direktor aktiv war. In den 1980er Jahren bildete Simmons mit Musikern wie Charles Fambrough die Hausband des Clubs TnT Monroes, wo er Gelegenheit hatte, mit Musikern wie Greg Osby, Gary Thomas, Wallace Roney, Donald Harrison oder Terence Blanchard zu spielen. Später war er Hauspianist in Ortlieb’s JazzHaus. Außerdem arbeitete Simmons mit Valery Ponomarev (A Star For You, 1997), Joshua Breakstone (This Just in..., 1999), John Swana (Philly Gumbo, 2000). und Mike Boone (Better Late Than Never). Im Laufe seiner Karriere war er zumeist als Begleitmusiker oder in Jazz-Shows seiner Heimatstadt tätig; gelegentlich nahm er auch unter eigenem Namen auf, wie zuletzt das Album Keep the Faith mit Mike Boone und Byron Landham, erschienen 2009.